# Сумневич, Фёдор Александрович
Фёдор Александрович Сумневич (укр. Федір Олександрович Сумнєвич; 1885, Носовка, Подольская губерния, Российская империя  (ныне Мурованые Куриловцы, Могилёв-Подольский район Винницкой области Украины — не ранее 1929) — украинский государственный и политический деятель.

## Биография
Обучался в духовном училище, Подольской духовной семинарии в городе Каменец-Подольский. В 1911 году окончил юридический факультет Варшавского университета. Работал адвокатом. 
Во время Первой мировой войны служил в русской императорской армии в звании прапорщика. После Февральской революции в России 1917 года, вместе с Александром Карпинским, был одним из организаторов общества «Просвита» в г. Ровно Волынской губернии. 
С июля по декабрь 1917 года - комиссар (председатель) уездной народной управы Ровенского уезда УЦР и УНР.
С декабря 1918 по декабрь 1919 года - губернский комиссар (губернатор) Волынской губернии. С 1 ноября до 16 ноября 1920 года - губернский комиссар (губернатор) Волыни (Подольской губернии УНР). Армейский гражданский комиссар при штабе армии УНР. Позже - в эмиграции в Польше. 
После 1920 года - известный волынский кооператор. С июня 1921 года - председатель Центрального бюро беженцев с Украины в Тернополе. В том же году эмигрировал в Чехословакию. С 1923 года возглавлял Украинский крестьянский союз. Член Украинского общественного комитета в Чехословакии. С августа 1926 года в  ассистент кафедры социологии, затем - кафедры экономики и правоведения Украинского педагогического института имени Михаила Драгоманова в Праге. 
В 1929 году из-за бесперспективности «концепции быстрого возвращения» на родину, негативных последствий «возвращенчества» и закрытия чехословацкого рынка труда, вернулся на оккупированную поляками Волынь. 
Дальнейшая судьба неизвестна.